# Cynthia Arana
Cynthia Elizabeth Arana Paiz (Guatemala, 12 de enero de 1982) es una cantante, modelo y bailarina guatemalteca. Inició su carrera artística el 3 de mayo de 2004, debutando en palenques y eventos sociales y culturales en Guatemala. Desde entonces, ha realizado actuaciones en varios países de Latinoamérica, dónde es reconocida por su contribución al género musical grupero, especialmente en su país natal, Guatemala.
También ha realizado giras por Estados Unidos, dónde ha alternado con artistas internacionales como AK-7, Marco Antonio Solís, Lorena Herrera, Ana Bárbara, La Sonora Santanera, Joan Sebastián y K‐Paz de La Sierra, entre otros.
Cynthia Arana ha sido modelo profesional en pasarelas, fotografía y televisión. Su preparación artística incluye la danza de jazz, cumbia, salsa, punta y zamba, y el canto. Estudió canto en la Escuela de Canto Mundo Maya en Los Ángeles, California y en la Escuela de Artes Escénicas de Angélica Rosa en Guatemala.

## Discografía

### Álbumes
- 2006: Simplemente Cynthia
- 2008: Todo por ti
- 2010: Amor y Dolor
- 2012: Trascendiendo
- 2014: Eternamente Gracias
- 2016: Por Que he de Llorar
- 2018: No Soy La Misma

### Sencillos más exitosos
- 2006: Bésame
- 2008: Maldito Amor
- 2008: Celos Que Matan
- 2010: Sigue Tu Camino
- 2010: La Loba
- 2012: Lo quiero a morir
- 2012: Te vi y me fui
- 2014: Vivir Mi Vida
- 2015: Tengo Un amante"
- 2016: Que Difícil es
- 2017: Ya No vives en Mi
- 2017: Embrujo
- 2018: Déjate Llevar'
- 2019: Tormenta
- 2019: Ingrata Soledad
- 2020: Yo Soy Mujer
- 2021: La Noche Está Buena

## Premios y reconocimientos
- En 2008 participó en las Olimpiadas Mundiales de las Artes en Hollywood, Los Ángeles, California, dónde recibió 6 medallas: una medalla de oro en modelaje, una medalla de plata en canto y otras cuatro medallas de bronce en canto.[1]
- En 2009 recibió el Premio Sol de Oro (Premio a la Excelencia) como Revelación Femenina en el Género Grupero y Duranguense a nivel de Latinoamérica. Otorgado por el Círculo Nacional de Periodistas de México y entregado en México.[2][3]
- En 2009 también recibió el Premio Palmas de Oro como Embajadora Artística Juvenil México-Guatemala por sus presentaciones en escenarios Mexicanos como intérprete de música duranguense y grupera. Otorgado por el Círculo Nacional de Periodistas de México y entregado en Culiacán, Sinaloa, México.
- En 2009 también recibió el Premio Sol de Oro a la Excelencia Profesional por su trayectoria musical a nivel internacional, siento considerada la cantante guatemalteca más sobresaliente en Centroamérica, Estados Unidos y México en el género grupero. Otorgado por el Círculo Nacional de Periodistas de México y entregado en Ciudad de México el 14 de diciembre de 2009 en el Centro de Espectáculos Los Alcatraces.
- En 2009 Ganadora de Premio Nuestra Estrella por Nuestro Diario Guatemala
- En 2010 recibió el Premio Frontera Musical como Embajadora Musical de Guatemala. Premio entregado en Ciudad Pedro de Alvarado, Guatemala en enero de 2010.[4]
- En 2010 también recibió el Premio Palmas de Oro por su participación artística a nivel internacional como la Máxima Exponente de la Música Grupera en Guatemala. Otorgado en el Festival 50 aniversario de Palmas de Oro Edición Especial Bicentenario 2010, en México.
- En 2010 también recibió el Premio La Manzanita de Oro como reconocimiento de su trayectoria. Premio entregado por la radio La Sabrosona en conmemoración de sus 15 años de fundación en junio de 2010.
- En 2010 también recibió el Premio Nacional de La Mujer CANADEM por su trayectoria en el ámbito musical género grupero, siendo considerada la mejor cantante grupera de América Latina. Otorgado por la Cámara Nacional de La Mujer el 15 de diciembre de 2010 en México.

- En 2010 Ganadora de Premio Nuestra Estrella del año Categoría Música Regional
- En 2011 Ganadora de Premio Nuestra Estrella del año Categoría Música Regional
- En 2012 Ganadora Premio Mexieventos.com Artista Grupera del año.
- En 2012 Ganadora Premio  Artista Grupera del año otorgado por Municipalidad de Villa Canales.
- En 2012 Ganadora Premio  Artista Femenina del año otorgado por Municipalidad de Villa Canales.
- En 2013 Ganadora Premio  Artista Grupera del año otorgado por Gold Models Arwards.
- En 2014 Ganadora Premio  Artista Femenina del año otorgado por Gold Models Arwards.
- En 2015 Premio a Trayectoria Internacional 2015 Otorgado por Ispanic Heritage Month Celebration co-hosted by the Coordinating Agency for Spanish Americans (CASA)  at Eisenhower Park, East Meadow NY.
- En 2016 Ganadora Premio  Artista Grupera del año otorgado por Gold Models Arwards.
- En 2018 Ganadora Premio  Artista Grupera del año otorgado por Corazón Awards 2018.
- En 2016 Ganadora Premio  Artista Grupera del año otorgado por Gold Models Arwards.